# أفلون
أَفْلُون (باليونانية: Αυλών) هي بلدية بجزيرة وابية باليونان. بلغ عدد سكانها 5335 نسمة عام 2001.